# Pedaria ouangoensis
Pedaria ouangoensis är en skalbaggsart som beskrevs av Yves Cambefort 1982. Pedaria ouangoensis ingår i släktet Pedaria och familjen bladhorningar. Inga underarter finns listade i Catalogue of Life.